# Good Night White Pride

Logo der Bewegung

Die Bewegung Good Night White Pride (englisch, wörtlich: ‚Gute Nacht weißer Stolz’) entstand als Antwort der deutschen Hardcore Punk-Szene auf Neonazis, die versuchten, in der Musikrichtung des Hardcores Fuß zu fassen und sie zu unterwandern. Als Ziel wird dabei verstanden, Faschismus und Rassismus „keinen Millimeter Platz einzuräumen“, d. h. diesen Personengruppen offensiv auf Konzerten und „auf der Straße“ entgegenzutreten. Die Bewegung wird inzwischen von vielen Hardcore-Punk- und Oi!-Bands aktiv unterstützt.

## Name
Der Name der Bewegung nimmt Bezug auf die rassistische und antisemitische White-Pride- bzw. White-Power-Ideologie. Diese drückt ein Überlegenheitsgefühl der weißen „Nicht-Juden“ gegenüber anderen „Rassen“ und Bevölkerungsschichten aus.

## Logo
Das Logo stellt die Silhouette eines antifaschistischen Aktivisten dar, der nach einem am Boden liegenden Neonazi tritt. Als Vorlage für das Logo diente ein Foto, das am 8. Mai 1998 während eines Aufmarsches des Ku-Klux-Klans Ann Arbor (Michigan) aufgenommen wurde. Es zeigt den damals 18-jährigen Afroamerikaner Harlon Jones.
Das Logo macht auf T-Shirts, Schals, Flyern und Plakaten auf sich aufmerksam. Viele Bands wie Loikaemie, SS-Kaliert, Volxsturm unterstützen diese Kampagne.

## Geschichte
Die Initiative „Good Night White Pride“ gründete sich Ende der 1990er Jahre in der deutschen Hardcore-Punk-Szene, als dort rechtsextreme Tendenzen zunahmen. Das Logo sollte daher als klares Statement dienen. Es verbreitete sich rasch in der gesamten Punkszene und wurde auch international aufgenommen. Bis heute ist das Logo auf T-Shirts, Flyern, Aufnähern, Aufklebern und Buttons präsent und wurde durch Bands wie Loikaemie und Full Speed Ahead auch musikalisch aufgegriffen. Zahlreiche Hardcore-Punk-Bands, Konzertveranstalter, Label und Fanzines unterstützen die Kampagne. Jedoch wird von einigen Anhängern der Szene kritisiert, dass es oft nur bei einem bloßen Lippenbekenntnis bleibt.
2006 eröffnete die Staatsanwaltschaft Berlin gegen einen Teilnehmer einer antifaschistischen Demonstration, auf der er ein T-Shirt mit GNWP-Logo trug, ein Ermittlungsverfahren wegen des „Aufrufes zur Gewalt“.

Logo von Let’s Fight White Pride

Um auf die Situation der Kampagne erneut aufmerksam zu machen, wurde 2007 ein neues bzw. zweites Logo und der Slogan Let’s Fight White Pride herausgebracht. Dieser soll der Kampagne einen neuen Schwung verleihen.

## Gegen-Gegenbewegung
Einige Zeit später entwickelten sich in der neonazistischen Szene Antworten auf diese Gegenbewegung wie „Good Night Left Side“, „Good Night Commie Scum“ u. Ä., die z. B. auf T-Shirts, Pullovern oder Autoaufklebern verbreitet werden.